# Ercole sul Termodonte
Ercole sul Termodonte, ou Ercole su'l termodonte, (« Hercule sur le Thermodon ») (RV 710) est un dramma per musica d'Antonio Vivaldi sur un livret d'Antonio Salvi, précédemment attribué de façon erronée à Giacomo Francesco Bussani, créé à Rome au Teatro Capranica le 23 janvier 1723 à l'occasion du Carnaval.
Cette création à Rome, où la loi pontificale interdisait la présence de femmes sur scène, fait que tous les rôles féminins furent dévolus à des castrats sopranos.

## Personnages
- Ercole (Hercule), demi-dieu (ténor - à la création, rôle tenu par Giovanni Battista Pinacci)
- Antiope, reine des Amazones (castrat soprano travesti - à la création, rôle tenu par Giovanni Ossi)
- Ippolita (Hippolyte), sœur d'Antiope (castrat soprano travesti - à la création, rôle tenu par Giacinto Fontana « Farfallino »)
- Orizia (Orithye), autre sœur d'Hippolyte (castrat soprano travesti – à la création, rôle tenu par Giovanni Dreyer)
- Martesia (Ménalippe), fille d'Antiope[1] (castrat soprano travesti - à la création, rôle tenu par Girolamo Bartoluzzi)
- Teseo (Thésée), prince d'Athènes (castrat contralto – à la création, rôle tenu par Giovanni Battista Minelli)
- Alceste, roi de Sparte (castrat soprano – à la création, rôle tenu par Giovanni Carestini « Cusanino »)
- Telamone (Télamon), roi d'Ithaque (castrat contralto – à la création, rôle tenu par Giuseppe Domenico Galletti)

## Argument
Jalouse de la gloire d'Hercule, Junon pousse Eurysthée, roi de Mycènes, à ordonner au héros qui lui est redevable de douze travaux, de lui rapporter les armes d'Antiope, reine des Amazones – tâche considérée comme impossible. Toute la Grèce ayant eu vent de la chose, toute la noblesse, dont Thésée et Télamon, veut accompagner Hercule. Celui-ci se rend donc en Cappadoce avec neuf navires. Il parvient à surprendre les Amazones et à capturer Hippolyte, Orithye, sœurs d'Antiope, et Martesia, sa fille. Thésée s'éprend d'Hippolyte et obtient sa main. Alceste et Martesia convolent. Antiope, après avoir longtemps résisté, s'incline devant la volonté du destin et rend ses armes à Hercule. Toute l'assemblée appelle sur les époux, Antiope et Hercule la bénédiction des dieux.

## Partition
De nombreux fragments manuscrits de la partition étaient répartis entre Paris, Bruxelles et Munster. Fabio Biondi les a réunis et complétés, en se basant sur le livret. L'opéra a été joué en Europe en 2009 et enregistré en 2010.
Cet opéra contient l'aria Vieni, vieni, o mio diletto, bien connu des professeurs de musique et de leurs élèves.
Vieni, vieni, o mio diletto

Che il mio core tutto affetto

Già t’aspetta e ognor ti chiama.

Il mio core tutto affetto

Già t’aspetta e già ti chiama.
(Viens, viens, ô mon plaisir / Que mon cœur plein d'affection / Déjà t'attend et toujours t'appelle)

## Discographie
Ercole sul Termodonte, Fabio Biondi et l'ensemble Europa Galante, Virgin Classics, 2010.

### Distribution
- Antiope, Vivica Genaux
- Ippolita, Joyce DiDonato,
- Orizia, Patrizia Ciofi
- Martesia, Diana Damrau
- Ercole, Rolando Villazon,
- Teseo, Romina Basso
- Alceste, Philippe Jaroussky
- Telamone, Topi Lehtipuu

## Source
- (it) Cet article est partiellement ou en totalité issu de l’article de Wikipédia en italien intitulé « Ercole sul Termodonte » (voir la liste des auteurs).